# Wilaya d'Illizi
La wilaya d'Illizi (/il.li.zi/  ; en arabe : ولاية إيليزي / en berbère : Illizi / en tifinagh : ⵉⵍⵍⵉⵣⵉ) est une wilaya algérienne ayant pour chef-lieu la ville du même nom, située dans le sud du pays.

## Géographie

### Situation
Avec 198,433 km2, c'est la troisième plus importante wilaya par la superficie. Elle est située à l'extrême sud-Est du pays et elle est limitrophe avec trois pays sur 1 233 km de frontière avec : la Tunisie, la Libye et le Niger.

### Localisation
La ville d’Ouargla est le chef-lieu de wilaya le plus proche de la ville d’Illizi ; elle est située à plus de 1 050 km. La wilaya est délimitée :
- au nord par la wilaya de Ouargla;
- à l'ouest par la wilaya d'In Salah;
- au nord-est par la Tunisie;
- à l’est par la Libye;
- au sud par la wilaya de Djanet.

|                   | Wilaya de Ouargla | Tunisie |
| Wilaya d'In Salah | wilaya d'Illizi   | Libye   |
|                   | Wilaya de Djanet  |         |

### Reliefs
La wilaya d'Illizi se caractérise par trois principales zones géographiques :
- les dunes : au Nord, le Grand Erg Oriental qui occupe une grande partie des communes de Debdeb et de Bordj Omar Driss; au Centre, les Ergs Issaouane-Irarren, Issaouane-Tefernine et Bourarhet; et au Sud, l'Erg d'Admer et l'Erg Tihodaine ;
- les plateaux : la Hamada de Tinhert au Nord et le Tassili n'Ajjer au Sud ;
- les plaines : la plaine d'Admer, située entre les communes de Bordj El Haouas et Djanet, couvre une petite partie du Sud de la wilaya.

Les principaux oueds sont : Lmihrou, Djerat, Tafassasset et Tarat et Takhemalt.

### Climat
Le climat de la wilaya est désertique et très sec. Les pluies sont extrêmement irrégulières. Le mois de juin est le mois le plus chaud de l'année alors que le mois de janvier est le plus froid. Les vents sont généralement faibles à modérés.

## Histoire
La résistance algérienne a livré ses dernières batailles en 1920 dans la région sous la direction du Cheikh Amoud et de Brahim Abakada à Tin Alkoum, Assako, Eddaher, Essayene et Takat, près d'Aïn El-Hadjadj, où l'armée coloniale a connu des défaites.

## Toponymie
Le mot berbère "ilizi" signifie "clôture (barrière)" en langue berbère touareg tamacheq.

## Démographie

### Évolution démographique
La wilaya d’Illizi est la deuxième wilaya la moins peuplée d’Algérie après la wilaya de Tindouf, mais également la deuxième wilaya qui a enregistré le plus fort taux d’accroissement annuel moyen sur la période 1998-2008, équivalent à 4,5 %. Les communes de Djanet et d'Illizi regroupent 59,82 % de la population totale de la wilaya. Elles sont les seuls communes  qui dépassaient la barre des 10 000 habitants en 2008 :
| 1987   | 1998   | 2008   |
| ------ | ------ | ------ |
| 19 698 | 33 960 | 52 333 |

| Commune | Population | Taux de croissance annuel 2008/1998 |
| ------- | ---------- | ----------------------------------- |
| Illizi  | 17 252     | 5,5 %                               |
| Djanet  | 14 655     | 4,3 %                               |

### Pyramide des âges
| Hommes | Classe d’âge | Femmes |
| ------ | ------------ | ------ |
| 0,27   | 80 ans et +  | 0,21   |
| 0,74   | 70 à 79 ans  | 0,43   |
| 1,4    | 60 à 69 ans  | 0,94   |
| 2,42   | 50 à 59 ans  | 1,8    |
| 5,41   | 40 à 49 ans  | 3,77   |
| 8,18   | 30 à 39 ans  | 6,66   |
| 10,96  | 20 à 29 ans  | 9,64   |
| 10,84  | 10 à 19 ans  | 9,79   |
| 13,58  | 0 à 9 ans    | 12,67  |

## Organisation de la wilaya

Les trois daïras de la wilaya de Illizi

### Walis
Le poste de wali de la wilaya d'Illizi a été occupé par plusieurs personnalités politiques nationales depuis sa création le 4 février 1984 par la loi no 84-09 qui réorganise le territoire algérien en portant le nombre de wilayas de trente et une à quarante-huit.
| N° | Wali                   | Début             | Fin               |
| -- | ---------------------- | ----------------- | ----------------- |
| 1  | Boualem Djemaâ         | 4 avril 1984      | 31 août 1985      |
| 2  | Mokhtar Hamdadou       | 31 août 1985      | 14 juillet 1987   |
| 3  | Tahar Sekrane          | 14 juillet 1987   | 26 juillet 1989   |
| 4  | Athmane Hamidi         | 26 juillet 1989   | 13 novembre 1991  |
| 5  | Abdelhamid Kaouli      | 13 novembre 1991  | 1994              |
| 6  | Bachir Rahou           |                   | 30 juin 1994      |
| 7  | Ali Madoui             | 30 juin 1994      | 22 août 1999      |
| 8  | Ahmed Rachik Mega      | 22 août 1999      | 7 septembre 1999  |
| 9  | Mohamed Oubah          | 7 septembre 1999  | 4 août 2001       |
| 10 | Mohamed El Kebir Raffa | 4 août 2001       | 17 août 2004      |
| 11 | Boualem Tifour         | 17 août 2004      | 30 septembre 2010 |
| 12 | Mohamed Laïd Khelfi    | 30 septembre 2010 | 4 mars 2013       |
| 13 | Ali Madhoui            | 4 mars 2013       | 22 juillet 2015   |
| 14 | Attalah Moulati        | 22 juillet 2015   | 13 juillet 2017   |
| 15 | Aïssa Boulahia         | 13 juillet 2017   | 17 septembre 2019 |
| 16 | Mustapha Aghamir       | 17 septembre 2019 | 17 novembre 2021  |
| 17 | Ahmed Belhadad         | 17 novembre 2021  | 5 novembre 2024   |
| 18 | Ahcene Khaldi          | 5 novembre 2024   | en cours          |

### Wilaya déléguée
| Code | Wilaya déléguée | Wali délégué      | Depuis le        | Daïras |
| ---- | --------------- | ----------------- | ---------------- | ------ |
| 1    | Debdeb          | Nasreddine Asmani | 6 septembre 2023 |        |

### Daïras de la wilaya d'Illizi
La wilaya d'Illizi compte 3 daïras :

### Communes de la wilaya d'Illizi
La wilaya d'Illizi compte 4 communes, et 6 avant l'organisation territoriale de 2019 :

## Santé
- Hôpital d'Illizi.
- Hôpital de Djanet.

## Économie
La wilaya abrite une zone pétrolière au Nord qui comprend une industrie d’exploitation des hydrocarbures.
Les principales activités artisanales de la région sont : le travail de l'argent, du cuivre, du bronze, du cuir, la teinture et le tissage.

## Patrimoine
Les montagnes du Tassili n'Ajjer recèlent des gravures et peintures rupestres qui remontent à l’âge de la pierre polie.
Le Parc culturel du Tassili s'étend à l’ensemble des plateaux du Tassili et les ergs qui les entourent. On y trouve de nombreuses espèces d’animaux dont certains sont en voie de disparition. Il est classé patrimoine mondial de l'humanité par l'UNESCO depuis 1982 pour la richesse de ses monuments archéologiques puis en tant que réserve de la biosphère depuis 1986.